# Arénophile
 (février 2012).
Si vous disposez d'ouvrages ou d'articles de référence ou si vous connaissez des sites web de qualité traitant du thème abordé ici, merci de compléter l'article en donnant les références utiles à sa vérifiabilité et en les liant à la section « Notes et références ».

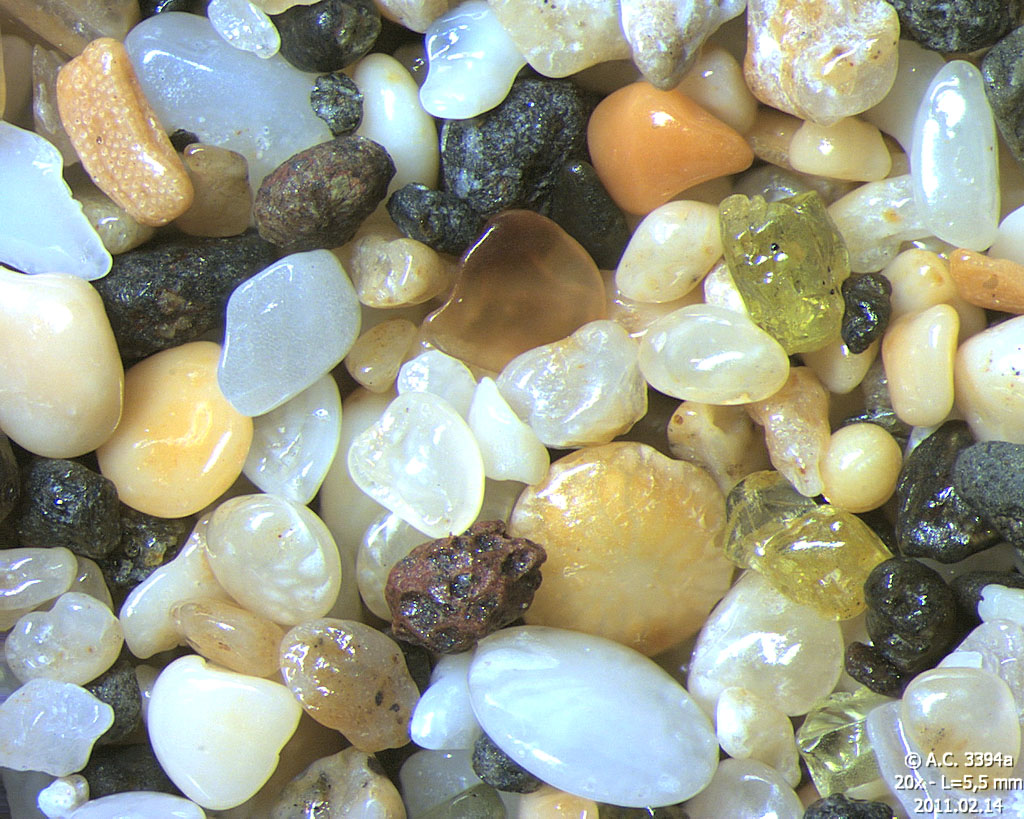
Un sable de collection : Sable de Kalalau Beach, Hawaii (Largeur de champ = 5,5 mm).

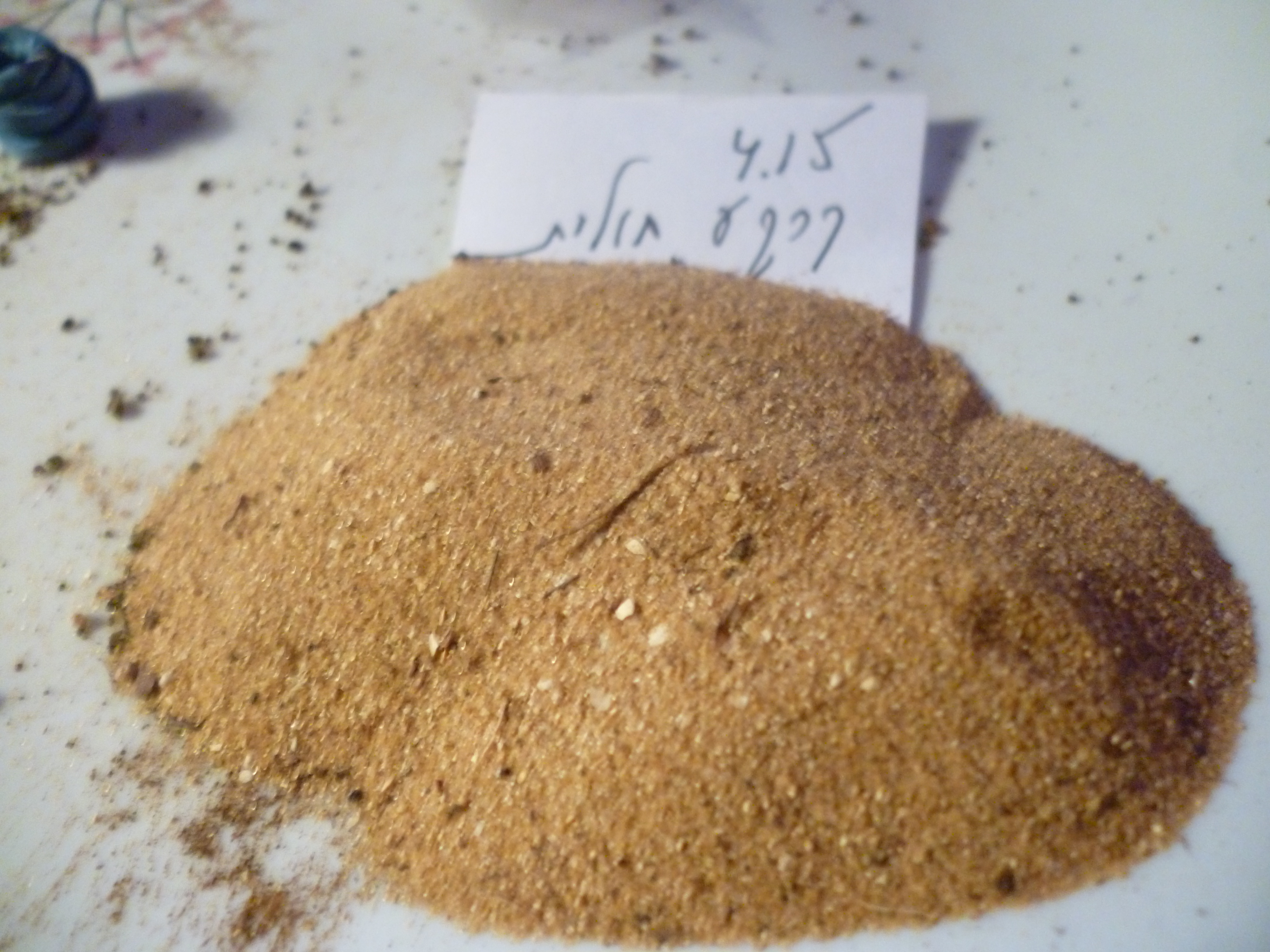
Un échantillon de sable.

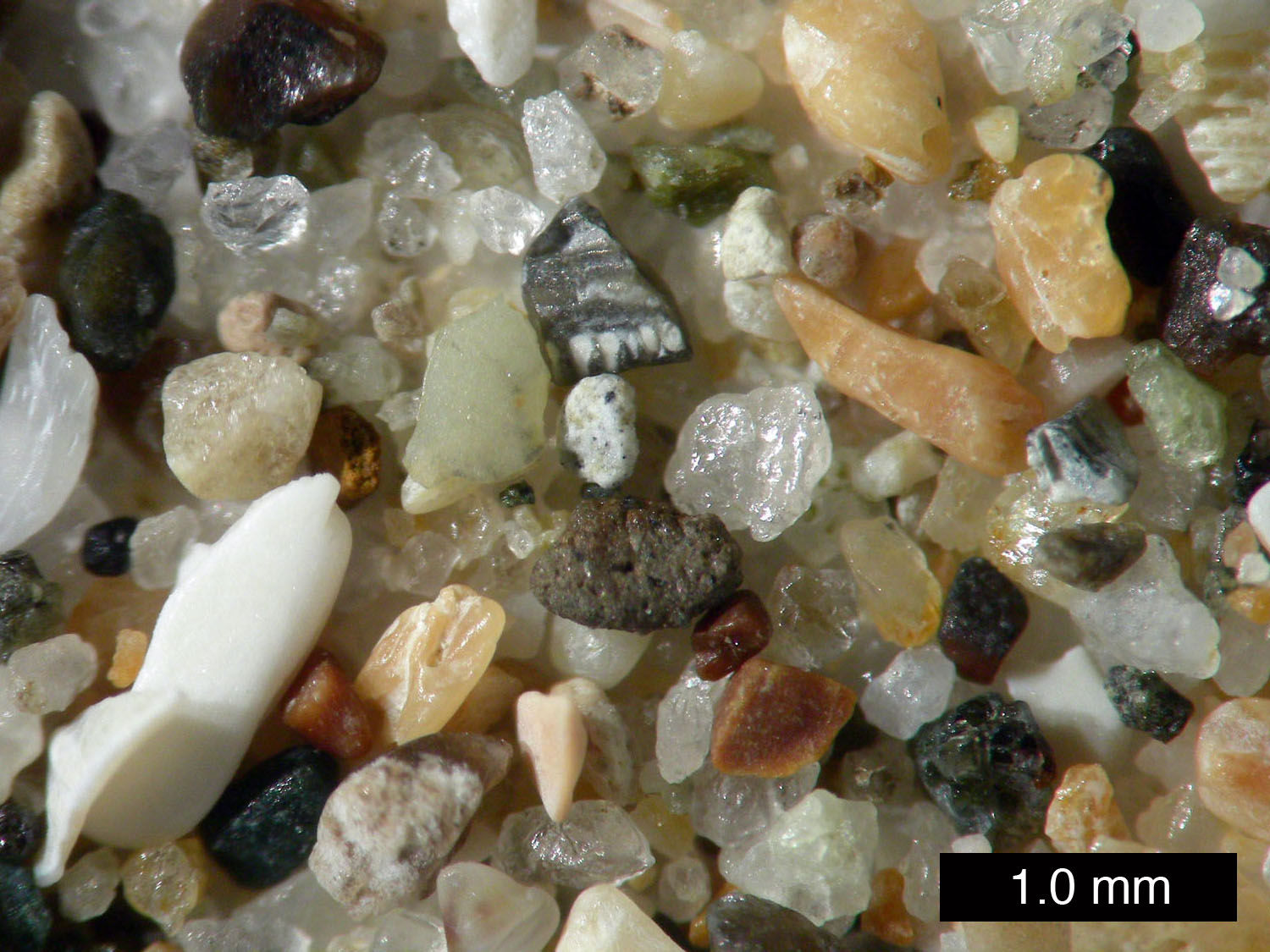
Sable de Pismo Beach en Californie. Ses composants sont essentiellement des éléments de quartz, de chaille, roche magmatique et fragments de coquille.

Un arénophile est celui qui recueille et collectionne des échantillons de sable. L'intérêt de ce passe-temps réside dans la variété des couleurs, de la texture, de la minéralogie et bien entendu dans l'emplacement géographique.
Arénophile est aussi un synonyme de psammophile désignant les espèces (animales, végétales, bactériennes, etc.) qui effectuent tout ou partie de leur cycle de vie dans un substrat sableux.

## Collectionneur
Les sables collectionnés peuvent provenir de plages, de dunes, de déserts, de fleuves ou de rivières, de sablières. La majorité des collectionneurs s'échangent leurs sables gratuitement. Un échantillon de sable ou une « dose » équivaut généralement à 30 ml.
Certains collectionneurs orientent leur collection sur des lieux symboliques et chargés d'histoire, d'autres sur des emplacements géographiques comme : les côtes françaises, tous les pays d'Europe.
Il existe des sables de toutes les couleurs dans des gammes des bruns, des beiges, des blancs, des ocres, des noirs, des gris même des verts, mais cela est excessivement rare.